# Juan Martín de Goicoechea
Pour les articles homonymes, voir Goicoechea.
Juan Martín de Goicoechea y Galarza, né à Bacáicoa en Navarre, le 2 novembre 1732 et mort à Saragosse le 3 avril 1806, est propriétaire foncier, grossiste, homme d'affaires et fabricant espagnol, fondateur d'une filature à Saragosse en 1772, transformée plus tard en huilerie.
Doté d'une idéologie éclairée et d'une mentalité bourgeoise, il contribua à la fondation de la Real Sociedad Económica Aragonesa de Amigos del País, au sein de laquelle il développa une œuvre de mécénat artistique, entretenant en son sein et à ses frais une école de dessin, ancêtre de l'Académie royale des beaux-arts de San Luis, créée en 1792.

## Biographie
Enfant, il est envoyé à Saragosse chez son oncle Lucas de Goicoechea, noble et marchand, qui lui apprend le métier et veille à ce qu'il complète sa formation en l'envoyant étudier le commerce à Lyon, centre de l'industrie européenne de la soie. Marié en 1762 à sa cousine germaine, María Manuela Goicoechea y Latasa, la mort prématurée du frère de María Manuela en 1768 place l'héritage et les propriétés agricoles de son oncle entre ses mains. Il développe cela avec de nouvelles acquisitions de terres à Saragosse et à Villamayor de Gállego, exploitant une oliveraie en monoculture de la variété empeltre (es).
En 1772, il lance une industrie de filature de soie à Saragosse ; cependant, elle échoue rapidement. Entre 1785 et 1789, il construit un moulin à huile avec six presses et vingt-deux ouvriers qu'il fait venir de Provence dans ce qui avait été la filature. Dans le commerce de gros, il est le grand entreposeur de blé, de vin et d'huile de Saragosse, et intervient dans les opérations d'exportation des excédents agricoles et d'importation de blé de Sicile, en particulier dans les années 1789 et 1794, lorsque le coût élevé de la farine faisait craindre une famine. Il soutient financièrement la reconstruction et l'agrandissement du canal d'irrigation de Camarera, dont les eaux irriguent ses terres à Villamayor. Il participe également à des projets miniers au sein de la Compagnie minière des Pyrénées aragonaises et en tant que protecteur du bénéfice et de la fusion des mines et des cristalleries de Gistaín et de San Juan de Plan. Il est également trésorier du Canal impérial d'Aragon, agent de la Banque de San Carlos à Saragosse et représentant de la Compagnie Guipuscoane de Caracas. Au sein de la Société économique royale aragonaise des amis du pays, dont il maintient l'École de dessin comme vice-président perpétuel, il est conservateur de l'École de mathématiques de 1779 à 1793 et second directeur de cette année-là jusqu'à sa mort.
Ami et protecteur de Goya, qui fait son portrait en 1790, il possède déjà plusieurs tableaux du peintre avec lequel il apparaît apparenté dès 1767, année où il commande un San Cristóbal, aujourd'hui conservé dans une collection privée à Barcelone. D'autres œuvres de Goya dans sa collection — toutes, à l'exception de son portrait, sur des sujets religieux et de la première période du peintre — comprennent l'Apparition de la Vierge du Pilar à Saint-Jacques et La Triple Génération (La Trinité avec la Sainte Famille, saint Joachim et sainte Anne), toutes deux d'environ 1768 et dans des collections privées, Le Baptême de Jésus dans le Jourdain, peint vers 1775 (Madrid, collection Ogaz), et l'esquisse pour la fresque de l' Adoration du Nom de Dieu dans les stalles du chœur de la basilique Notre-Dame-du-Pilier soumise à l'approbation du Conseil de fabrique du Chapitre en 1772 (Saragosse, Collection Ibercaja, Musée Camón Aznar).